# 인도우주연구기구
인도우주연구기구(힌디어: भारतीय अन्तरिक्ष अनुसंधान संगठन Bhāratīya Antariksh Anusandhān Sangaṭn, 영국 영어: Indian Space Research Organisation, ISRO)는 인도의 우주개발을 담당하는 기구이다. 벵갈루루에 본부를 두고 있으며, 미화 약 13억 달러를 예산으로 약 2만 명의 직원이 소속되어 있다. 우주와 관련된 기술과 그 응용을 목적으로 한다.

## 역사
인도 최초의 총리인 자와할랄 네루와 그의 측근인 과학자 비크람 사라바이는 1962년 인도우주연구위원회(INCOSPAR)를 설립했다. 1969년 ISRO로 이름이 변경되었다. 인도는 1972년 세계 최초로 정부 부서인 인도 우주부(Department of Space)를 만들었다. ISRO는 인도 우주부의 산하기관이다. 인도 남부 안드라프라데시주의 스리하리코타에는 비크람 사라바이 우주센터가 있다. 비크람 사라바이는 인도 우주 연구 역사에서 매우 유명하며, 우주센터, 비카스 (로켓 엔진)의 이름으로 사용되고 있다.

## 유인우주선
2010년 1월 28일, 인도 이스로는 2016년 유인우주선을 발사할 계획이라고 밝혔다. 이스로가 위치한 벵갈루루에 우주인 훈련 센터를 건설하며 4년간 유인우주선을 개발할 계획이다.

## 대한민국
2010년 1월 25일, 인도의 이스로와 한국의 카리(KARI)는 "우주의 평화적 이용을 위한 협력 양해각서"를 체결했다. 우주 원격탐사, 우주통신, 우주과학, 인력양성 등의 분야에서 협력을 강화한다는 내용이다.
2010년 6월 18일, 한국이 향후 위성 발사때 인도산 위성발사체를 사용키로 합의했다.

## 같이 보기
- 찬드라얀 1호
- 한국항공우주연구원(KARI)
- 미국항공우주국(NASA)
- 러시아연방우주국(Roscosmos)
- 일본우주항공연구개발기구(JAXA)
- 유럽우주국(ESA)
- 중국국가항천국(CNSA)
- 각 국의 우주개발 전담 부서 (영어)